# Maltas president
Maltas president är landets statschef. Presidenten väljs av Maltas representanthus (lagstiftande församling) för fem år i taget. Presidentämbetet skapades då Malta slutade att erkänna den brittiska monarken som sin statschef. Den första presidenten, Anthony Mamo, utsågs 13 december 1974.

## Lista över Maltas presidenter
| Nr | Bild | Namn                       | Intog posten     | Lämnade posten   |
| -- | ---- | -------------------------- | ---------------- | ---------------- |
| 1  |      | Anthony Mamo               | 13 december 1974 | 27 december 1976 |
| 2  |      | Anton Buttigieg            | 27 december 1976 | 27 december 1981 |
|    |      | Albert Hyzler              | 27 december 1981 | 15 februari 1982 |
| 3  |      | Agatha Barbara             | 15 februari 1982 | 15 februari 1987 |
|    |      | Paul Xuereb                | 15 februari 1987 | 4 april 1989     |
| 4  |      | Vincent Tabone             | 4 april 1989     | 4 april 1994     |
| 5  |      | Ugo Mifsud Bonnici         | 4 april 1994     | 4 april 1999     |
| 6  |      | Guido de Marco             | 4 april 1999     | 4 april 2004     |
| 7  |      | Edward Fenech Adami        | 4 april 2004     | 4 april 2009     |
| 8  |      | George Abela               | 4 april 2009     | 4 april 2014     |
| 9  |      | Marie Louise Coleiro Preca | 4 april 2014     | 4 april 2019     |
| 10 |      | George Vella               | 4 april 2019     | 4 april 2024     |
| 11 |      | Myriam Spiteri Debono      | 4 april 2024     | Innehar ämbetet  |